# 科博爾特 (密蘇里州)
科博爾特（英語：Cobalt）是位於美國密蘇里州麥迪遜縣的村。

## 人口
根據2020年美國人口普查的數據，科博爾特的面積為0.39平方千米，皆為陸地。當地共有人口264人，而人口密度為每平方千米677人。